# Kaplica Matki Bożej Częstochowskiej w Kluszkowcach
Kaplica Matki Bożej Częstochowskiej w Kluszkowcach – rzymskokatolicka kaplica znajdująca się w Kluszkowcach, w dekanacie Niedzica, w archidiecezji krakowskiej, w gminie Czorsztyn, przy ul. Bochnaka.

## Historia
Kaplica została zbudowana i konsekrowana w 1942 r. Początkowo należała do parafii Maniowy. Znajduje się na pierwszym piętrze domu ludowego w Kluszkowcach.

## Msze święte
W niedziele i święta:
7:30
We wtorki i piątki:
7:00.